# Кресна (община)
Кресна (болг. Община Кресна) — община у Болгарії. Входить до складу Благоєвградської області. Населення становить 5 441 особа (станом на 1 лютого 2011 р.). Адміністративний центр громади — однойменне місто.
| Назва              | Станом на 2011 р. | Площакм2 | Стара назва | Назва        | Станом на 2011 р. | Площакм2 | Стара назва |
| ------------------ | ----------------- | -------- | ----------- | ------------ | ----------------- | -------- | ----------- |
| Влахи              | 5                 | 125,370  |             | Оштава       | 71                | 35,746   |             |
| Горішня Брезниця   | 564               | 68,023   | Брезниця    | Сливница     | 599               | 20,287   |             |
| Долішня Градешниця | 661               | 19,487   |             | Стара Кресна | 71                | 19,169   | Кресна      |
| Кресна             | 3470              | 56,467   | Гара Пирин  | Разом        | 5441              | 344,549  |             |